# Hylocereus

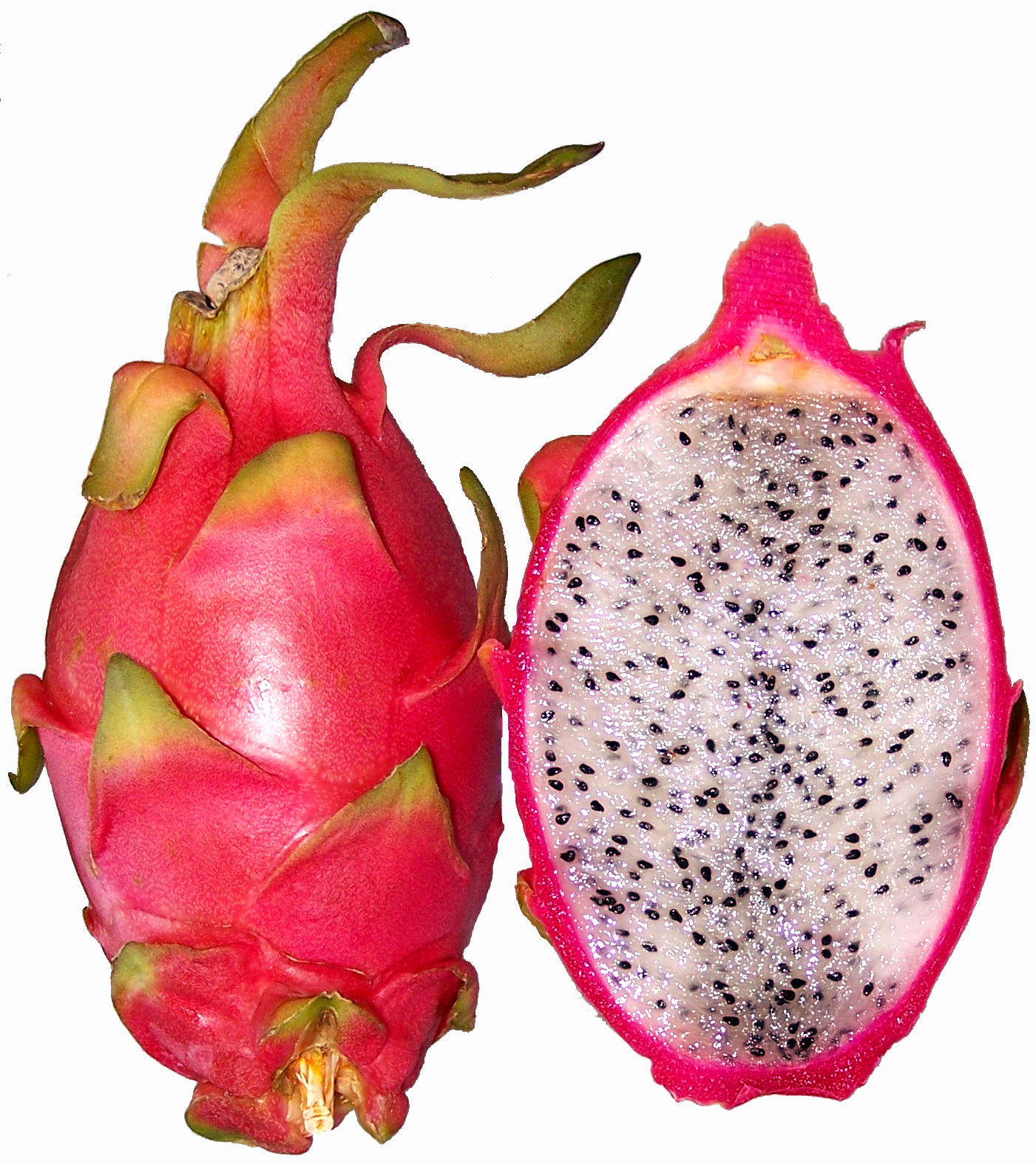
Frucht von Hylocereus undatus – als „Pitahaya“ gehandelt

Hylocereus ist eine Pflanzengattung aus der Familie der Kakteengewächse (Cactaceae). Der botanische Name der Gattung leitet sich vom griechischen Substantiv ύλη hyle für „Wald“ ab und bedeutet „Wald-Cereus“. Die Typusart der Gattung ist Hylocereus triangularis.
Die Arten der Gattung Hylocereus haben innerhalb der Familie der Kakteengewächse die größten Blüten. Ihre Früchte sind häufig essbar.

## Beschreibung
Die Arten der Gattung Hylocereus wachsen klimmend, kletternd oder epiphytisch. Es sind frei verzweigte, strauchige  Pflanzen, die Luftwurzeln ausbilden und mit einer Wuchshöhe von 10 Metern oder mehr sehr groß werden. Ihre grünen, häufig glauken Triebe sind in der Regel dreiflüglig oder dreieckig. Die Areolen tragen kurze Wolle. Dornen sind nur wenige kurze oder überhaupt nicht vorhanden.
Die sehr großen, trichterförmigen Blüten sind weiß oder selten rot. Sie öffnen sich für gewöhnlich in der Nacht. Das Perikarpell und die Blütenröhre sind mit breiten, dreieckigen, blattähnlichen Schuppen besetzt. Die Areolen an der Blüte sind kahl.
Die eiförmigen bis länglichen, fleischigen Früchte sind für gewöhnlich rot und mit breiten Schuppen bedeckt. Sie öffnen sich unregelmäßig und besitzen einen dauerhaften oder abfallenden Blütenrest. Die verlängerten bis nierenförmigen, kleinen Samen sind glänzend schwarz.

## Verbreitung und Systematik
Die Gattung Hylocereus ist im Süden von Mexiko, in der Karibik, in Mittelamerika und im Norden von Südamerika verbreitet. Die Beschreibung als Cereus subg. Hylocereus, d. h. als Untergattung von Cereus, erfolgte 1905 durch Alwin Berger. Nathaniel Lord Britton und Joseph Nelson Rose erhoben sie 1909 in den Rang einer eigenständigen Gattung. Die Typusart der Gattung ist Hylocereus triangularis.
Zur Gattung gehören die folgenden Arten:
- Hylocereus calcaratus (F.A.C.Weber) Britton & Rose ≡ Selenicereus calcaratus (F.A.C.Weber) D.R.Hunt
- Hylocereus costaricensis (F.A.C.Weber) Britton & Rose ≡ Selenicereus costaricensis (F.A.C.Weber) S.Arias & N.Korotkova
- Hylocereus escuintlensis Kimnach ≡ Selenicereus escuintlensis (Kimnach) D.R.Hunt
- Hylocereus guatemalensis (Eichlam ex Weing.) Britton & Rose ≡ Selenicereus guatemalensis (Eichlam ex Weing.) D.R.Hunt
- Hylocereus minutiflorus Britton & Rose ≡ Selenicereus minutiflorus (Britton & Rose) D.R.Hunt
- Hylocereus monacanthus (Lem.) Britton & Rose ≡ Selenicereus monacanthus (Lem.) D.R.Hunt
- Hylocereus ocamponis (Salm-Dyck) Britton & Rose ≡ Selenicereus ocamponis (Salm-Dyck) D.R.Hunt
- Hylocereus purpusii (Weing.) Britton & Rose ≡ Selenicereus purpusii (Weing.) S.Arias & N.Korotkova ex D.R.Hunt
- Hylocereus stenopterus (F.A.C.Weber) Britton & Rose ≡ Selenicereus stenopterus (F.A.C.Weber) D.R.Hunt
- Hylocereus triangularis (L.) Britton & Rose ≡ Selenicereus triangularis (L.) D.R.Hunt
- Hylocereus trigonus (Haw.) Saff. ≡ Selenicereus trigonus (Haw.) S.Arias & N.Korotkova
- Hylocereus undatus (Haw.) Britton & Rose ≡ Selenicereus undatus (Haw.) D.R.Hunt

Ein Synonym der Gattung ist Wilmattea Britton & Rose (1920).

## Verwendung
Die Früchte von Hylocereus undatus und Hylocereus monacanthus werden als Pitahaya bzw. Drachenfrucht gehandelt.

## Nachweise